# Setques
Setques és un municipi francès situat al departament del Pas de Calais i a la regió dels Alts de França. L'any 2007 tenia 631 habitants.

## Demografia

### Població
El 2007 la població de fet de Setques era de 631 persones. Hi havia 228 famílies de les quals 41 eren unipersonals (16 homes vivint sols i 25 dones vivint soles), 69 parelles sense fills, 98 parelles amb fills i 20 famílies monoparentals amb fills.
La població ha evolucionat segons el següent gràfic:
Habitants censats

### Habitatges
El 2007 hi havia 241 habitatges, 228 eren l'habitatge principal de la família, 2 eren segones residències i 12 estaven desocupats. Tots els 241 habitatges eren cases. Dels 228 habitatges principals, 190 estaven ocupats pels seus propietaris, 37 estaven llogats i ocupats pels llogaters i 1 estava cedit a títol gratuït; 3 tenien dues cambres, 23 en tenien tres, 55 en tenien quatre i 146 en tenien cinc o més. 178 habitatges disposaven pel capbaix d'una plaça de pàrquing. A 91 habitatges hi havia un automòbil i a 116 n'hi havia dos o més.

### Piràmide de població
La piràmide de població per edats i sexe el 2009 era:
| Homes | Edats   | Dones |
| ----- | ------- | ----- |
| 0     | 95 o +  | 0     |
| 0     | 90 a 94 | 0     |
| 0     | 85 a 89 | 12    |
| 4     | 80 a 84 | 8     |
| 8     | 75 a 79 | 8     |
| 8     | 70 a 74 | 16    |
| 16    | 65 a 69 | 16    |
| 4     | 60 a 64 | 20    |
| 4     | 55 a 59 | 0     |
| 4     | 50 a 54 | 24    |
| 24    | 45 a 49 | 16    |
| 52    | 40 a 44 | 24    |
| 20    | 35 a 39 | 36    |
| 12    | 30 a 34 | 24    |
| 24    | 25 a 29 | 12    |
| 12    | 20 a 24 | 20    |
| 28    | 15 a 19 | 32    |
| 24    | 10 a 14 | 28    |
| 44    | 5 a 9   | 16    |
| 4     | 0 a 4   | 20    |

## Economia
El 2007 la població en edat de treballar era de 396 persones, 292 eren actives i 104 eren inactives. De les 292 persones actives 256 estaven ocupades (154 homes i 102 dones) i 35 estaven aturades (13 homes i 22 dones). De les 104 persones inactives 25 estaven jubilades, 33 estaven estudiant i 46 estaven classificades com a «altres inactius».

### Ingressos
El 2009 a Setques hi havia 237 unitats fiscals que integraven 645 persones, la mediana anual d'ingressos fiscals per persona era de 15.772 €.

### Activitats econòmiques
Dels 21 establiments que hi havia el 2007, 1 era d'una empresa de fabricació de material elèctric, 1 d'una empresa de fabricació d'elements pel transport, 1 d'una empresa de fabricació d'altres productes industrials, 5 d'empreses de construcció, 5 d'empreses de comerç i reparació d'automòbils, 1 d'una empresa d'hostatgeria i restauració, 1 d'una empresa d'informació i comunicació, 2 d'empreses immobiliàries, 1 d'una empresa de serveis, 1 d'una entitat de l'administració pública i 2 d'empreses classificades com a «altres activitats de serveis».
Dels 9 establiments de servei als particulars que hi havia el 2009, 1 era un taller de reparació d'automòbils i de material agrícola, 1 fusteria, 1 lampisteria, 1 electricista, 2 empreses de construcció, 1 perruqueria, 1 restaurant i 1 agència immobiliària.
L'any 2000 a Setques hi havia 3 explotacions agrícoles.

## Equipaments sanitaris i escolars
El 2009 hi havia una escola elemental.

## Poblacions més properes
El següent diagrama mostra les poblacions més properes.